# Втрати Державної прикордонної служби України (з 2014)
У статті описано деталі загибелі співробітників ДПСУ під час Російсько-української війни.

## Поіменний список

### 2014
1. Зайцев Микола Володимирович — майор. Начальник відділення забезпечення спеціальними засобами відділу інженерного та технічного забезпечення Навчального центру підготовки молодших спеціалістів. Загинув 14 червня 2014 в засідці бойовиків на околиці м. Маріуполь, в районі заводу «Азовсталь»[1].
2. Гречаний Володимир Володимирович — прапорщик. Помічник начальника відділення забезпечення спеціальними засобами відділу інженерного та технічного забезпечення Навчального центру підготовки молодших спеціалістів. Загинув 14 червня 2014 в засідці бойовиків на околиці м. Маріуполь, в районі заводу «Азовсталь»[2].
3. Островський Олександр Олександрович — водій роти забезпечення Центральної бази зберігання та постачання ДПСУ. Загинув 14 червня в засідці бойовиків на околиці м. Маріуполь, в районі заводу «Азовсталь»[3].
4. Майданюк Тарас Валерійович — прапорщик Одеського прикордонного загону ДПСУ. Потрапив в ДТП в Донецькій області поблизу м. Слов’янськ 23 червня, коли їхав на ротацію у Луганську область разом з іншими солдатами[4].
5. Дияк Павло Станіславович — прапорщик, старший інструктор групи навчально-спеціальних машин центру забезпечення навчального процесу Національної академії Державної прикордонної служби України. Підірвався 12 липня на міні за 16 км від населеного пункту Маринівка[5].

### 2022
1. Ткач Денис Вікторович — майстер-сержант, 3-й прикордоний загін. Загинув 24 лютого 2022 року, виконуючи завдання з охорони й оборони державного кордону в районі села Зоринівка на Луганщині[6].
2. Стариш Ілля Ігорович — молодший сержант. Загинув 24 лютого на контрольно–пропускному пункті “Чонгар” на Херсонщині[7].
3. Чалий Віталій Володимирович — старший сержант. Загинув 24 лютого в боях з агресором в ході відбиття російського вторгнення в Україну поблизу м. Щастя на Луганщині.
4. Стецюк Владислав В’ячеславович — сержант, начальник 1-го відділення інспекторів прикордонної комендатури швидкого реагування «Щастя», загинув Луганщині 24 лютого в перший день повномасштабного вторгнення РФ в Україну від обстрілу ворожими танками[8].
5. Іожиця Анатолій Іванович — молодший сержант вогневого відділення мінометної застави Херсонського прикордонного загону ДПСУ. Загинув 24 лютого під час несення служби на контрольно-пропускному пункті біля смт. Чаплинки на Херсонщині[9].
6. Прохоров Дмитро Олексійович — солдат. Загинув 24 лютого у результаті ракетно-артилерійського обстрілу по позиціях оборони кордону на Харківщині[10].
7. Кучменко Єгор Андрійович — молодший лейтенант. Загинув 25 лютого 2022[11].
8. Семінько Руслан Євгенович — сержант Сумського прикордонного загону. Загинув 26 лютого 2022 року на Сумщині[12].
9. Бурим Віталій Олексійович — майстер-сержант Сумського ПрикЗ. Загинув 26 лютого 2022 у боях за Чернігів[13].
10. Галицький Микола Миколайович — старший сержант. загинув 3 березня, обороняючи Чернігів[14].
11. Потапович Олександр Леонідович — штаб-сержант. Загинув 3 березня в боях під час оборони м. Маріуполя[15].
12. Дудолад Владислав Сергійович — старший сержант, 3-й прикордонний загін імені Героя України полковника Євгенія Пікуса. Загинув 4 березня під час виконання бойового завдання в районі с. Новокраснянка Луганської області[16].
13. Гах Роман Васильович — полковник, начальник прикордонного загону ім. Героя України полковника Євгенія Пікуса. Загинув 6 березня в ході бою з ворогом біля села Житлівка на Луганщині[17].
14. Власенко Віталій Миколайович — підполковник. Загинув 6 березня від осколкових поранень, які отримав під час мінометного обстрілу ворога поблизу населеного пункту Житлівка, що на Луганщині[18].
15. Темір Федір — лейтенант. Військовослужбовець прикордонної комендатури швидкого реагування «Новотроїцьке». Загинув 7 березня у запеклому бою з ворогом в результаті прямого попадання танкового снаряда на підступах до м. Волновахи[19].
16. Волочій Іван Миколайович — майор. Загинув 7 березня в боях з російським окупантом поблизу с. Грушуваха[20].
17. Греченюк Тарас Миколайович — сержант. Загинув 9 березня на околиці села Житлівка Кремінської міської громади Сєвєродонецького району Луганської області[21].
18. Дашко Ігор Тарасович — підполковник. Загинув 9 квітня в боях з агресором під час оборони м. Маріуполя[22].
19. Хаблак Олександр Вікторович — головний сержант. Загинув у бою 16 квітня 2022 в м. Кремінній на Луганщині[23].
20. Домінюк Леонід Анатолійович — підполковник, начальник комендантського відділу Донецького прикордонного загону ДПСУ. Загинув 17 квітня в боях з російськими окупантами під час оборони м. Маріуполя Донецької області[24][25].
21. Мазур Ростислав Михайлович — сержант, загинув 28 квітня в бою з російськими загарбниками на Дніпропетровщині[26].

### 2023
1. Візенко Олексій Миколайович — старший лейтенант, заступник начальника першої прикордонної застави з персоналу прикордонної комендатури швидкого реагування № 1 1-го Прикордонного загону Східного регіонального управління ДПСУ. Загинув 3 січня внаслідок артилерійського обстрілу в м. Соледар Донецької області[27].
2. Загниборода Павло — майор, офіцер прикордонного загону Дозор. Загинув 21 січня внаслідок осколкових поранень після артилерійського обстрілу виконуючи бойове завдання у складі медичної евакуаційної групи під Бахмутом[28].
3. Доценко Неля Анатоліївна — підполковник, прикордонник Бердянського загону. Довгий час була спікером Луганського прикордонного загону. Загинула 29 січня у Хмельницькій області. Їхала з фронту разом із чоловіком і потрапила у ДТП. Обидва загинули[29].
4. Доценко Олександр Вікторович — полковник, прикордонник Бердянського загону. Здійснював та організовував оперативно-розшукову діяльність на Півдні країни. Загинув 29 січня у Хмельницькій області. Їхав із фронту разом із дружиною та потрапив у ДТП[30].
5. Яцун Роман Вікторович — стрілець відділення інспекторів прикордонної служби прикордонної комендатури швидкого реагування.  Загинув у бою 10 лютого поблизу н.п. Водяне Донецької області[31].
6. Хоркавий Ігор — сержант комендатури швидкого реагування. Загинув 8 листопада 2023 року внаслідок отриманих поранень під час бойових дій[32].